# Рекултивација
Рекултивација је процес затварања и преуређивања области након обустављања рударске производње или одлагања отпада. Рекултивација се врши на рудницима, површинским коповима, глиништима, каменоломима, јаловиштима, депонијама након престанка експлоатације у циљу санације деградираних површина. Процес обухвата спречавање даље ерозије, јачање и стабилизацију подлоге, дренажу, насипање и наткривање јаловине, мелиорацију, озелењавање, пошумљавање. Након рекултивације могуће је гајити и ратарске и воћарске културе.